# 八十嶋洋子
八十嶋 洋子（やそしま ようこ）は東京都出身のピアニスト。夫はチェリストの故八十嶋龍三（やそしま りゅうぞう）。鈴木龍一（すずき りゅういち）は実弟のチェリスト。

## 略歴
東京藝術大学音楽学部器楽科（ピアノ）卒業後、旧西ベルリンシャルロッテンへ留学、ピアノをゲルハルト・プヒェルト de:Gerhard Puchelt、ダニエル・ヘクスター Daniel Höxterに、室内楽をベルリン・フィルハーモニー管弦楽団の ルドルフ・ワインスハイマー Rudolf Weinsheimer に師事する。
ジュネーブ国際コンクールに伴奏者として出演。ベルリン、ロイヤルアカデミー・オブ・ダンスの正式ピアニストとなる。
1982年、ベルリンフィルハーモニー室内楽ホールにて、八十嶋龍三（チェロ）とのデュオでデビューする。ドイツ、日本各地で演奏活動を続ける。
これまでに、ピアノを久保田裕子、林美奈子、松崎俊三、永井進、田村宏に師事する。
吉祥女子中学校・高等学校課外講師を務める。

## 活動
- 日本を代表する作曲家である平井康三郎に師事し、“新しい日本の歌”に於いて、多くの日本歌曲の初演。
- 文化庁助成(社)日本作曲家協議会主催によるピアノ作品発表にてNHK-FMに出演。
- 国立がん研究センター他、病院、施設での音楽会企画[8]。
- スタジオ・フリーデル[9]、チェロアンサンブル「東京ゴーシュの会」「佐賀ゴーシュの会」主宰。
- ベルリンフィル12人のチェリスト[10]との交流。
- 2015年より音楽会「クララの室内楽」シリーズを開催[11]。